# BAFTA (премия, 1968)
21-я церемония вручения наград премии BAFTA

Лондон, Англия
Лучший фильм: 

Человек на все времена 

A Man for All Seasons
Лучший британский фильм: 

Человек на все времена 

A Man for All Seasons
< 20-я Церемонии вручения 22-я >
21-я церемония вручения наград премии BAFTA за заслуги в области кинематографа за 1967 год состоялась в Лондоне в 1968 году.
В категории «Лучший фильм» были заявлены две картины из США («Бонни и Клайд», «Душной южной ночью») и по одной из Великобритании («Человек на все времена») и Франции («Мужчина и женщина»).
Ниже приведён полный список победителей и номинантов премии с указанием имён режиссёров, актёров, сценаристов, кинооператоров, художников по костюмам и декораторов, а также оригинальных и русскоязычных названий фильмов. Названия фильмов и имена кинодеятелей, победивших в соответствующей категории, выделены жирным шрифтом и отдельным цветом.
| Фильмы                                                                                         |                                   |                                     |                               |
| Категория                                                                                      | Фильм — русскоязычное название    | Фильм — оригинальное название       | Режиссёр                      |
| Лучший фильм                                                                                   | • «Человек на все времена»        | A Man for All Seasons               | Фред Циннеман                 |
| Лучший фильм                                                                                   | • «Бонни и Клайд»                 | Bonnie and Clyde                    | Артур Пенн                    |
| Лучший фильм                                                                                   | • «Душной южной ночью»            | In the Heat of the Night            | Норман Джуисон                |
| Лучший фильм                                                                                   | • «Мужчина и женщина»             | Un homme et une femme               | Клод Лелуш                    |
| Лучший британский фильм                                                                        | • «Человек на все времена»        | A Man for All Seasons               | Фред Циннеман                 |
| Лучший британский фильм                                                                        | • «Дело самоубийцы»               | The Deadly Affair                   | Сидни Люмет                   |
| Лучший британский фильм                                                                        | • «Несчастный случай»             | Accident                            | Джозеф Лоузи                  |
| Лучший британский фильм                                                                        | • «Фотоувеличение»                | Blow-up                             | Микеланджело Антониони        |
| Лучший анимационный фильм                                                                      | • —                               | Notes on a Triangle                 | Рене Жодоан                   |
| Лучший анимационный фильм                                                                      | • —                               | Tidy Why                            | Билл Сьюэлл                   |
| Лучший короткометражный фильм                                                                  | • —                               | Indus Waters                        | Дерек Уильямс                 |
| Лучший короткометражный фильм                                                                  | • —                               | Rail                                | Джеффри Джоунс                |
| Лучший короткометражный фильм                                                                  | • —                               | Mafia No!                           | Джон Ирвин                    |
| Лучший короткометражный фильм                                                                  | • —                               | Opus                                | Дон Леви                      |
| Лучший специализированный фильм                                                                | • —                               | Energy and Matter                   | Роберт Верролл                |
| Лучший специализированный фильм                                                                | • —                               | How a Motor Car Works               | Дерек Армстронг               |
| Лучший специализированный фильм                                                                | • —                               | Paint                               | Майкл Хекфорд                 |
| Лучший специализированный фильм                                                                | • —                               | Revolutions for All                 | Джефф Инман                   |
| Награда имени Роберта Флаэрти за лучший документальный фильм Robert Flaherty Documentary Award | • «Умереть в Мадриде»             | Mourir à Madrid                     | Фредерик Россиф               |
| Награда имени Роберта Флаэрти за лучший документальный фильм Robert Flaherty Documentary Award | • —                               | Famine                              | Джек Голд                     |
| Награда имени Роберта Флаэрти за лучший документальный фильм Robert Flaherty Documentary Award | • —                               | The Things I Cannot Change          | Таня Баллантайн               |
| Награда объединённых наций United Nations Award                                                | • «Душной южной ночью»            | In the Heat of the Night            | Норман Джуисон                |
| Награда объединённых наций United Nations Award                                                | • «Евангелие от Матфея»           | The Gospel According to St. Matthew | Пьер Паоло Пазолини           |
| Актёрские работы                                                                               |                                   |                                     |                               |
| Категория                                                                                      | Имя                               | Фильм — русскоязычное название      | Фильм — оригинальное название |
| Лучший британский актёр                                                                        | • Пол Скофилд                     | «Человек на все времена»            | A Man for All Seasons         |
| Лучший британский актёр                                                                        | • Ричард Бёртон                   | «Укрощение строптивой»              | The Taming of the Shrew       |
| Лучший британский актёр                                                                        | • Дирк Богард                     | «Дом нашей матери»                  | Our Mother’s House            |
| Лучший британский актёр                                                                        | • Дирк Богард                     | «Несчастный случай»                 | Accident                      |
| Лучший британский актёр                                                                        | • Джеймс Мэйсон                   | «Дело самоубийцы»                   | The Deadly Affair             |
| Лучший иностранный актёр                                                                       | • Род Стайгер                     | «Душной южной ночью»                | In the Heat of the Night      |
| Лучший иностранный актёр                                                                       | • Уоррен Битти                    | «Бонни и Клайд»                     | Bonnie and Clyde              |
| Лучший иностранный актёр                                                                       | • Сидни Пуатье                    | «Душной южной ночью»                | In the Heat of the Night      |
| Лучший иностранный актёр                                                                       | • Орсон Уэллс                     | «Фальстаф»                          | Falstaff                      |
| Лучшая британская актриса                                                                      | • Эдит Эванс                      | «Шептуны»                           | The Whisperers                |
| Лучшая британская актриса                                                                      | • Барбара Джеффорд                | «Улисс»                             | Ulysses                       |
| Лучшая британская актриса                                                                      | • Элизабет Тейлор                 | «Укрощение строптивой»              | The Taming of the Shrew       |
| Лучшая иностранная актриса                                                                     | • Анук Эме                        | «Мужчина и женщина»                 | Un homme et une femme         |
| Лучшая иностранная актриса                                                                     | • Биби Андерссон                  | «Персона»                           | Persona                       |
| Лучшая иностранная актриса                                                                     | • Биби Андерссон                  | «Постель для брата и сестры, 1782»  | Syskonbädd 1782               |
| Лучшая иностранная актриса                                                                     | • Симона Синьоре                  | «Дело самоубийцы»                   | The Deadly Affair             |
| Лучшая иностранная актриса                                                                     | • Джейн Фонда                     | «Босиком по парку»                  | Barefoot in the Park          |
| Самый многообещающий новичок                                                                   | • Фэй Данауэй                     | «Бонни и Клайд»                     | Bonnie and Clyde              |
| Самый многообещающий новичок                                                                   | • Фэй Данауэй                     | «Поторопи закат»                    | Hurry Sundown                 |
| Самый многообещающий новичок                                                                   | • Майкл Дж. Поллард               | «Бонни и Клайд»                     | Bonnie and Clyde              |
| Самый многообещающий новичок                                                                   | • Майло О’Ши                      | «Улисс»                             | Ulysses                       |
| Самый многообещающий новичок                                                                   | • Питер Кастнер                   | «Ты теперь большой мальчик»         | You’re a Big Boy Now          |
| Другие категории                                                                               |                                   |                                     |                               |
| Категория                                                                                      | Имя                               | Фильм — русскоязычное название      | Фильм — оригинальное название |
| Лучший сценарий для британского фильма                                                         | • Роберт Болт                     | «Человек на все времена»            | A Man for All Seasons         |
| Лучший сценарий для британского фильма                                                         | • Фредерик Рафаэль                | «Двое на дороге»                    | Two for the Road              |
| Лучший сценарий для британского фильма                                                         | • Гарольд Пинтер                  | «Несчастный случай»                 | Accident                      |
| Лучший сценарий для британского фильма                                                         | • Пол Ден                         | «Дело самоубийцы»                   | The Deadly Affair             |
| Лучшая работа кинооператора для британского фильма (Чёрно-белый фильм)                         | • Джерри Турпин                   | «Шептуны»                           | The Whisperers                |
| Лучшая работа кинооператора для британского фильма (Чёрно-белый фильм)                         | • Дэвид Уоткин                    | «Мадемуазель»                       | Mademoiselle                  |
| Лучшая работа кинооператора для британского фильма (Чёрно-белый фильм)                         | • Рауль Кутар                     | «Моряк с Гибралтара»                | The Sailor from Gibraltar     |
| Лучшая работа кинооператора для британского фильма (Чёрно-белый фильм)                         | • Вольфганг Сушицки               | «Улисс»                             | Ulysses                       |
| Лучшая работа кинооператора для британского фильма (Цветной фильм)                             | • Тед Мур                         | «Человек на все времена»            | A Man for All Seasons         |
| Лучшая работа кинооператора для британского фильма (Цветной фильм)                             | • Карло Ди Пальма                 | «Фотоувеличение»                    | Blow-up                       |
| Лучшая работа кинооператора для британского фильма (Цветной фильм)                             | • Фредди Янг                      | «Дело самоубийцы»                   | The Deadly Affair             |
| Лучшая работа кинооператора для британского фильма (Цветной фильм)                             | • Николас Роуг                    | «Вдали от обезумевшей толпы»        | Far from the Madding Crowd    |
| Лучший дизайн костюмов для британского фильма (Чёрно-белый фильм)                              | • Джоселин Рикардс                | «Мадемуазель»                       | Mademoiselle                  |
| Лучший дизайн костюмов для британского фильма (Чёрно-белый фильм)                              | • Джоселин Рикардс                | «Моряк с Гибралтара»                | The Sailor from Gibraltar     |
| Лучший дизайн костюмов для британского фильма (Цветной фильм)                                  | • Элизабет Хаффенден, Джоан Бридж | «Человек на все времена»            | A Man for All Seasons         |
| Лучший дизайн костюмов для британского фильма (Цветной фильм)                                  | • Алан Барретт                    | «Вдали от обезумевшей толпы»        | Far from the Madding Crowd    |
| Лучший дизайн костюмов для британского фильма (Цветной фильм)                                  | • Джули Харрис                    | «Казино „Рояль“»                    | Casino Royale                 |
| Лучший дизайн костюмов для британского фильма (Цветной фильм)                                  | • Элизабет Хаффенден, Джоан Бридж | «Пол-шестипенсовика»                | Half a Sixpence               |
| Лучшая работа художника-постановщика для британского фильма (Цветной фильм)                    | • Джон Бокс                       | «Человек на все времена»            | A Man for All Seasons         |
| Лучшая работа художника-постановщика для британского фильма (Цветной фильм)                    | • Кен Адам                        | «Живёшь только дважды»              | You Only Live Twice           |
| Лучшая работа художника-постановщика для британского фильма (Цветной фильм)                    | • Кармен Диллон                   | «Несчастный случай»                 | Accident                      |
| Лучшая работа художника-постановщика для британского фильма (Цветной фильм)                    | • Эсшетон Гортон                  | «Фотоувеличение»                    | Blow-up                       |